# Henry Hoyle Howorth

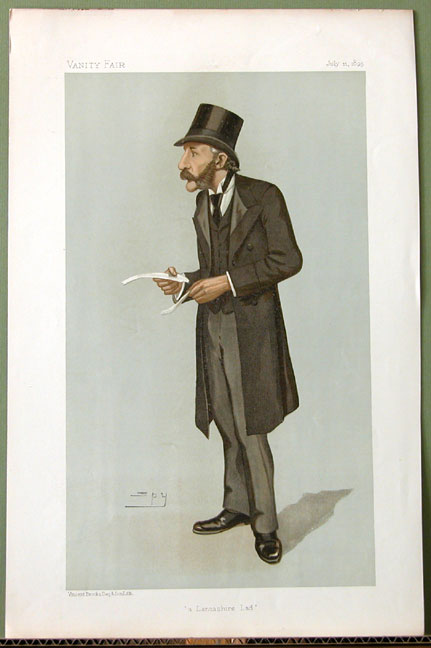
Caricatura de Sir Henry Hoyle Howorth

Sir Henry Hoyle Howorth KCIE FRS (Lisboa, 1 de julio de 1842 – Londres, 15 de julio de 1923) fue un político conservador británico, abogado, e historiador y geólego.
Fue elegido al Parlamento Británico en 1886 por el partido conservador, dentro de la tendencia unionista. Fue reelegido en 1892 y 1895 y se retiró en 1900. Escribió varias obras sobre los mongoles, sobre el cristianismo en Inglaterra y sobre geología. Fue nombrado caballero comendador de la Orden del Imperio de la India en 1892 y Fellow de la Real Sociedad de Londres en 1893. Se casó con Katherine Brierley en 1869 y tuvo tres hijos. Quedó viudo en 1921 y murió dos años después.

## Obras
Sus libros se pueden clasificar en tres áreas de interés:
Sobre Mongolia: History of the Mongols, en tres volúmenes (1876–1888)
- 霍渥斯 (1888). 蒙古史: The Mongols proper and the Kalmuks ... with 2 maps by E.G. Ravenstein (reprint edición). 文殿閣書莊. Consultado el 21 de marzo de 2012. Original from the University of Virginia Digitized Feb 15, 2011 History of the Mongols: The Mongols proper and the Kalmuks History of the Mongols, from the 9th to the 19th Century
- HENRY H. HOWORTH. HISTORY of the MONGOLS FROM THE 9th TO THE 19th CENTURY. PART III. THE MONGOLS OF PERSIA.. Consultado el 21 de marzo de 2012.HENRY H. LONDON : LONGMANS, GREEN, AND CO AND NEW YORK : 75 EAST 16th STREET. Original from the University of Virginia Digitized Feb 15, 2011
- History of Chinghis Khan and his Ancestors

Sobre el cristianismo en Inglaterra:
- St Gregory the Great y Augustine the Missionary (1913), The Golden Days of the Early English Church (1916)

Sobre geología:
- The Mammoth and the Flood (1887), The Glacial Nightmare (1893) y Ice or Water? (1905). En sus libros sobre geología ataca las teorías de Charles Lyell, discutiendo la existencia de las glaciaciones.